# Jacek Dukaj
Jacek Józef Dukaj (Tarnów, Lengyelország, 1974. július 30. –) lengyel származású science fiction író.

## Életpályája
A Jagelló Egyetemen tanult filozófiát.

## Művei
Első sci-fi élménye Stanisław Lem Nyomozás c. regénye volt, amelynek hatására megírta első saját művét ebben a műfajban, ekkor 16 éves volt. Ezután sorra jelentek meg újabb írásai a nagyhírű Wydawnictwo Literackie gondozásában, melyekért rangos irodalmi díjakat nyert. Így 2009-ben Jég c. monumentális regényéért az Európai Unió Irodalmi díját is elnyerte. Dukaj írásait a komplexitás jellemzi, a sci-fi számos típusába besorolhatók. Gyakran írják a kritikusok, hogy egy-egy rövid történetében több gondolat van, mint sok más író egész életművében. Népszerű témája a technológiai szingularitás, a nanotechnológia, a virtuális valóság - így több műve sorolható a hard sci-fi műfajába. Ugyanakkor stilisztikai bravúrossága miatt sokan inkább szépírónak tartják, mint sci-fi-írónak. A cyberpunkra példa az Iskola c. novellagyűjteménye, az alternatív történelmi sci-fire pedig a Jég és Az éjszaka előtt c. regényei.

## Díjai
- Hat alkalommal nyerte el a Janusz A. Zajdel-díjat (2000, 2001, 2003, 2004, 2007, 2010)
- Śląkfa-díj, a lengyel science fiction irodalmi díja (2007)
- Żuławski Irodalmi Díj (2008, 2010, 2011)
- Kościelski Lengyel Irodalmi Díj (2008)
- Európai Unió Irodalmi Díja (2009)

## Magyarul megjelent művei
- Extensa. Regény az EPR-paradoxonra; ford. Mihályi Zsuzsa; Typotex, Bp., 2012 (Science in fiction) ISBN 978-963-2796-82-6)
- Zuzanna és a világmindenség; ford. Mihályi Zsuzsa; Typotex, Bp., 2012 (Science in fiction) ISBN 978-963-2797-44-1
- Más dalok; ford. Mihályi Zsuzsa; Typotex, Bp., 2015 (Science in fiction)
- Érkezés a sötétségbe - Hardware Dreams; ford. Mihályi Zsuzsa; GABO, Bp., 2021 (GABO SFF) ISBN 978-963-5660-31-5